# Лилия Хриневич
Лилия Михайливна Хриневич (на украински: Лілія Михайлівна Гриневич; р. 13 май 1965, Лвов, УССР, СССР) е украинска политичка.
Министър на образованието и науката от 14 април 2016 година. Депутат в VII и VIII събрание. Член на политическия съвет на партия „Народен фронт“.

## Образование
Има 2 висши образования: преподавател по биохимия (Льововски държавен университет „И. Франко“, 1989) и икономист-мениджър (Междубраншов институт за повишаване на квалификацията и преквалификация на кадри към Льововски политехнически институт, 1993).
Преминава стаж по проблемите на реформата в образованието във Варшавския и Колумбийския университет.
Защитава теза на тема „Тенденции на децентрализацията на управлението на образованието в съвременна Полша“ (2005).
Владее английски и полски език.

## Кариера
- август – ноември 1987 г.: катедра по биохимия към биологичния факултет на Лвовския държавен университет „И. Франко“
- ноември 1987 – август 1988 г.: детегледачка
- август 1988 – септември 1992 г.: учителка по биология
- септември 1992 – април 1994 г.: заместник-директорка по национални възпитание към СШ № 7 град Лвов
- април 1994 – август 1998 г.: заместник-директорка по учебно-възпитателната дейност в специализирана гимназия № 53 с разширено изучаване на английски език, Лвов
- август 1998 – юни 2002 г.: директорка на специализирано училище № 28 с разширено изучаване на немски език, Лвов
- юни 2002 – февруари 2006 г.: старша преподавателка в катедрата по управление на образованието, Институт за икономика и право „Крок“ (Киев), директор (непълно работно време) на Центъра за изпитване на технологии на Международния фонд „Възраждане“.
- февруари – август 2006 г.: директор на Украинския център за оценяване на качеството на образованието.
- от 9 октомври 2006 до 7 август 2009 г.: началник на Главното управление на образованието и науката в Киевската градска администрация

Създава система за външно независимо изпитване в Украйна и е първият директор на Украинския център за оценяване на качеството на образованието.
Проучва проблемите при мониторинга на качеството на образованието в Националната академия на педагогическите науки на Украйна.

## Политическа дейност
На парламентарните избори през 2012 г. е избрана за народен депутат на Украйна от партията на Всеукраинское обединение „Отечество“ под № 14. В парламента оглавява Комисията по наука и образование.
Член е на съвета на партия „Фронт за промяна“, координатор на направление „Обществено знание“ по проект на „Правителството на промяната“ от Арсений Яценюк. 15 юни 2013 г. след обединението на „Фронт за промяна“ и Национално обединение „Отечество“ е избрана за заместник-лидер на „Отечество“.
На извънредните избори за Върховната рада през 2014 г. е избрана за народен депутат на Украйна от партия „Народен фронт“ под № 9. Отново оглавява Комисията по наука и образование.
Става се водещ лобист на новия закон за висшето образование в Украйна (приет от Върховната рада на 1 юли 2014 г.), гарантиращ автономия на университетите и академична свобода на учителите и учениците, въвеждайки система за управление на качеството на висшето образование.
На 14 април 2016 г. влиза в състава на правителството на Гройсман, заемайки поста министър на образованието и науката на Украйна.

## Награди
- Орден княгини Ольги ІІІ степени (15 мая 2015 года) – за весомый личный вклад в развитие отечественной науки, укрепление научно-технического потенциала Украины, многолетний добросовестный труд и высокий профессионализм
- Нагрудный знак „Отличник образования Украины“ (2005)